# Cẩm Phả
Cẩm Phả är en stad i nordöstra Vietnam och ligger i provinsen Quảng Ninh. Folkmängden i centralorten uppgick till cirka 180 000 invånare vid folkräkningen 2019. Kolgruvorna är en viktig näring.